# BK Nova Hut Ostrava
El BK Nova Hut Ostrava es un equipo de baloncesto checo que compite en la Národní Basketbalová Liga, la primera división del país. Tiene su sede en Ostrava. Disputa sus partidos en el Bonver Aréna, con capacidad para 1.700 espectadores.

## Nombres
- TJ NH (1953-1991)
- BK NH (1991)
- BK NH ANES (1992-1993)
- BK NH (1993-)

## Trayectoria
| Temporada | Nivel | Liga | Pos. | J     | PL  | Resultado        | Copa Checa | Competiones internacionales |
| --------- | ----- | ---- | ---- | ----- | --- | ---------------- | ---------- | --------------------------- |
| 2010-11   | 1     | NBL  | 5    | 2-8   | 1-3 | Cuartos de final |            | -                           |
| 2011-12   | 1     | NBL  | 1    | 26-14 | 2-3 | Cuartos de final |            | -                           |
| 2012-13   | 1     | NBL  | 3    | 20-14 | 5-4 | Semifinales      |            | -                           |
| 2013-14   | 1     | NBL  | 8    | 19-24 | 0-3 | Cuartos de final |            | -                           |
| 2014-15   | 1     | NBL  | 7    | 18-24 | 0-3 | Cuartos de final |            | -                           |
| 2015-16   | 1     | NBL  | 9    | 17-24 |     |                  |            | -                           |
| 2016-17   | 1     | NBL  | 9    | 13-19 |     |                  |            |                             |
| 2017-18   | 1     | NBL  | 10   | 12-20 |     |                  |            |                             |
| 2018-19   | 1     | NBL  | 11   | 10-24 |     |                  |            |                             |

fuente:eurobasket.com

## Palmarés
- Copa Checa
  - Subcampeón (2007)
  - Semifinales (2013)
- Liga Checa
  - Semifinales (2013)